# 低俗天使
『低俗天使』（ていぞくてんし）は、手塚治虫による日本の短編漫画作品。初出は『週刊少年ジャンプ』（集英社）1975年5月12日号、愛読者賞参加作品として読み切り掲載された。総ページ数は44ページ。

## 概要
この作品が発表された1975年はベトナム戦争終結の年。ベトナムを逃れた難民がボートピープルとして日本にも多く流れついた時代に当たる。当時の世相は作中にも反映されており、本作のヒロインは物語の冒頭、そうした密航難民の一人であるかのような形で登場する。
ヒロインであるジュジュの頭部には、現在で言うところのアホ毛が視認できる。手塚漫画におけるアホ毛は1970年初出の『ふしぎなメルモ』にその原型を見ることができるが、本作におけるジュジュのアホ毛はメルモのそれより数段細く長くなっており、現在広く流通しているアホ毛のデザインに近いものになっている。

## あらすじ
戦場の報道映像を取り終えて横須賀に帰国した報道カメラマンの四谷仁吉は、帰社する車内で自分のカバンの中に一人の小さな少女が隠れているのを発見する。カーラジオからは、スパイの疑いのある密航難民が共犯者と目される報道カメラマンと共に逃走中で、当局が行方を追っているというニュースが流れる。少女はジュジュという名前で、船に乗るときに両親と生き別れになったという。仁吉はそのまま少女と共に逃亡生活を送るハメになってしまう。

## 登場人物
四谷仁吉（よつや にきち）
主人公。テレビ局の報道カメラマン。戦場の映像を撮って帰国したところ密航の共犯の嫌疑をかけられ、そのままジュジュと共に逃亡生活を送るハメになる。キャラクターはメロン・キッド（スター・システム）。
ジュジュ
ヒロイン。難民少女。少女というより幼女の姿をしており、二頭身で描かれている。衣服を身に着けておらず、仁吉との逃亡生活でも長靴を履いているだけの姿で走り回っている。仁吉は当初ジュジュをベトナムからの難民だと思い込んでいたが、物語の終盤で、南日本共和国からの時航難民であることが明らかになる。ジュジュの生まれは西暦3212年で、その時代の日本は北と南に分かれて戦争状態にあるという。本来なら5000年前に行くはずだった船からこぼれ落ちてしまったことで、ジュジュはこの時代つまり現代に来たのだった。
ユリ
仁吉のフィアンセ。自分をほったらかしにして仕事ばかりしている仁吉にヤキモキしている。ヒステリー気味の性格。
弁護士
逃亡中の仁吉のもとへユリと共に訪れる弁護士。ジュジュを当局に引き渡すよう勧めるがモブキャラに近い。キャラクターはモクサン（スター・システム）。

## 単行本
- 講談社手塚治虫漫画全集 MT122『タイガーブックス』第2巻（講談社、1978年、ISBN 978-4061087224 ）
- 集英社文庫『手塚治虫名作集 5 はるかなる星』（集英社、1995年、ISBN 978-4087482935 ）
- 講談社漫画文庫『手塚治虫恐怖短編集 7 千年の孤独編』（講談社、2003年、ISBN 978-4063604566 ）